# 9025 Polanskey
9025 Polanskey este un asteroid din centura principală de asteroizi.

## Descriere
9025 Polanskey este un asteroid din centura principală de asteroizi. A fost descoperit pe 16 septembrie 1988 la Cerro Tololo de Schelte J. Bus. Asteroidul prezintă o orbită caracterizată de o semiaxă mare de 3,23 ua, o excentricitate de 0,15 și o înclinație de 2,0° în raport cu ecliptica.